# Озерновский
Озерно́вский — посёлок (в 1948—2010 годах — посёлок городского типа) в Усть-Большерецком районе Камчатского края России. Образует Озерновское городское поселение.

## География
Посёлок расположен на левом (южном) приустьевом берегу реки Озерная, впадающей в Охотское море, напротив села Запорожье, с которым связан автомобильным мостом. В 40 км от поселка возвышается вулкан Камбальная сопка.
Расстояние до краевого центра 360 км.

## История
Возник в 1907 году. Первоначально назывался село Озерная, затем Унтербергеровка или Унтербергер в честь генерал-губернатора П. Ф. Унтербергера. 
К 1936 году здесь появились первые капитальные рубленые дома, работали неполная пятиклассная школа, амбулатория, клуб и поссовет.
После преобразования в 1948 году села в рабочий посёлок стал называться Озерновским.
13 октября 2020 года у посёлка Озерновский был обнаружен массовый выброс мёртвых гидробионтов, аналогичный тому, что ранее наблюдался в акватории Халактырского пляжа.

## Озерновское городское поселение
Статус и границы городского поселения установлены Законом Камчатской области от 22 октября 2004 года № 227 «Об установлении границ муниципальных образований, расположенных на территории Усть-Большерецкого района Камчатской области, и о наделении их статусом муниципального района, городского, сельского поселения».

## Население
| 1959  | 1970  | 1979  | 1989  | 2002  | 2009  | 2010  |
| ----- | ----- | ----- | ----- | ----- | ----- | ----- |
| 5498  | ↘2888 | ↗3173 | ↗3606 | ↘2770 | ↘2487 | ↘1793 |
| 2012  | 2013  | 2014  | 2015  | 2016  | 2017  | 2018  |
| ↘1762 | ↘1708 | ↘1694 | ↗1775 | ↘1590 | ↘1537 | ↗1547 |
| 2019  | 2020  | 2021  | 2023  |       |       |       |
| ↘1527 | ↗1560 | ↗1612 | ↘1587 |       |       |       |

## Инфраструктура
- Детский сад «Ромашка»
- Средняя общеобразовательная школа № 3
- Детская музыкальная школа
- Культурно-спортивный центр «Контакт»
- Районная больница

## Экономика
Крупнейшее мировое нерестилище нерки.
Основные отрасли: рыбная промышленность (лов рыбы и переработка морепродуктов). Крупнейшие предприятия — ОАО «Озерновский РКЗ № 55», ООО «Витязь-Авто». Значительная часть заводских территорий и причальные сооружения были построены в период с 1980 по 2010 годы на участке, образованном в результате отсыпки и укрепления отмелого берега реки Озерная.
С краевым центром связан воздушным сообщением через аэропорт Озерная, расположенный в селе Запорожье. До посёлка Октябрьский существует грунтовая дорога вдоль берега Охотского моря, с действующими летом переправами через реки Кошегочек, Опала и Большая.
Озерновский рыбоконсервный завод № 55
Градообразующее предприятие.
В 1914 году в устье реки Озерной рыбопромышленник С. Грушецкий построил частный рыбоконсервный завод. В 1925 году, в связи с гражданской войной, борьбой государства с частной собственностью и японской интервенцией, завод перестал существовать. В 1927 году Акционерное Камчатское общество на этом же месте на государственные средства организовало новое рыбное предприятие. 27 июня 1928 года завод вошёл в строй и получил название «Рыбоконсервный завод № 3. В 1941 году стал РКЗ № 53, а с октября 1946 года - нынешнее название.
Октябрьский пожар 1956 года нанёс значительный ущерб заводу. В апреле 1957 года восстановленный завод был сдан в эксплуатацию.
В 1963 году РКЗ № 55 объединился с РКЗ № 56. 
Крупное рыбоперерабатывающее предприятие с собственным добывающим флотом, модернизированными консервным и икорным цехами, холодильным оборудованием, сезонной базой, рыбоприемной пристанью. Удостоено знака Красной звезды (1973).

## Климат
- Среднегодовая температура воздуха — 2,0 °C
- Относительная влажность воздуха — 80,5 %
- Средняя скорость ветра — 6,2 м/с

| Показатель | Янв. | Фев. | Март | Апр. | Май | Июнь | Июль | Авг. | Сен. | Окт. | Нояб. | Дек. | Год |
| --- | ---- | ---- | ---- | ---- | --- | ---- | ---- | ---- | ---- | ---- | ----- | ---- | --- |
| Средняя температура, °C | −6   | −6,2 | −4,3 | −0,4 | 2,6 | 6,0  | 9,6  | 11,1 | 9,5  | 5,7  | 0,3   | −4   | 2,0 |
| Источник: NASA. База данных RETScreen. www.retscreen.net. Дата обращения: 12 августа 2021. Архивировано 5 декабря 2015 года. |      |      |      |      |     |      |      |      |      |      |       |      |     |

## Достопримечательности
- Озерновские горячие источники в 15 км на реке Озерной.
- Паужетская геотермальная электростанция, обеспечивающая посёлок теплом и электроэнергией[25].